# Cortodera tuberculicollis
Cortodera tuberculicollis là một loài bọ cánh cứng trong họ Cerambycidae.